# Kötegyán
Kötegyán község Békés vármegye Sarkadi járásában.

## Fekvése
Békés vármegye északkeleti részén, Békéscsabától 33 kilométerre, Gyulától 22 kilométerre, Sarkadtól 9 kilométerre fekszik a román határ mellett. Természetföldrajzi szempontból a Körös menti sík délkeleti peremén, a Kis-Sárréttől délre terül el.
Északkeleti, keleti, délkeleti és déli irányból is Romániához tartozó területek határolják, a legközelebbi települések ezekből az irányokból Nagyszalonta (Salonta), Illye (Ciumeghiu), Keményfok (Avram Iancu) és Ant (Ant). További szomszédai, már magyar területen: nyugat felől Sarkad, északnyugat felől pedig Méhkerék.

### Megközelítése
A település közigazgatási területének északi részén áthalad a Sarkadot a kötegyáni határátkelőhellyel összekötő 4252-es út, közúton ezen közelíthető meg Sarkad és Nagyszalonta irányából is; Méhkerék és Újszalonta térségével a 4251-es út kapcsolja össze. Maga a településközpont csak egy, a 4252-esből dél felé kiágazó mellékúton, a 42 152-es úton érhető el. [A közúti határátkelőhely 3 km távolságra van a településtől.]
Vonattal a MÁV 128-as számú Kötegyán–Püspökladány-vasútvonalán közelíthető meg, amelynek egy megállási pontja van a határai között. Kötegyán vasútállomás a 128-as vonal állomásainak viszonylatában Sarkad vasútállomás és Méhkerék megállóhely között található, de vonattal el lehet innen jutni a romániai Nagyszalonta vasútállomására is. A település vasútállomása ezért fontos vasúti csomópont, és vasúti határátkelőhely is. Fizikailag a község központjától mintegy 3 kilométerre északra, külterületen található, közúti elérését a 42 344-es számú mellékút biztosítja.

## Története
A falu környéke már a bronzkorban is lakott volt, erre utalnak a régészeti ásatásokból előkerült tárgyak, eszközök. A településtől nyugatra halad el a szarmaták által 324 és 337 között épített, az Alföldet körbekerülő Csörsz-árok vagy más néven Ördögárok nyomvonala.
A honfoglalás idejére tehető a település kialakulása. A település első írásos említése 1213-ban, a Váradi regestrumban történik. Nevét feltehetően Gyán falu Kethe nevű birtokosáról kapta a 15. században. A török megszállás alatt a falu elnéptelenedett, csak a 17. század végén népesült be újra. A trianoni békeszerződésig Bihar vármegye nagyszalontai járásához tartozott. 1951 óta Békés megye része.

## Közélete

### Polgármesterei
| Polgármester | Polgármester                   | Polgármester                   |  |
| ------------ | ------------------------------ | ------------------------------ |  |
| 1990–1994    | Bujdosó Lajos                  | független                      |  |
| 1994–1998    | Bujdosó Lajos                  | független                      |  |
| 1998–2002    | Nagyné Felföldi Ilona Mária    | Kötegyáni Baráti Kör Egyesület |  |
| 2002–2006    | Nagyné Felföldi Ilona Mária    | Kötegyáni Baráti Kör Egyesület |  |
| 2006–2010    | Nagyné Felföldi Ilona Mária    | független                      |  |
| 2010–2014    | Nemes János                    | független                      |  |
| 2014–2019    | Nemes János                    | Fidesz-KDNP                    |  |
| 2019–2024    | Dr. Hajdu-Szűcs Mária Kornélia | Fidesz-KDNP                    |  |
| 2024–        | Dr. Hajdu-Szűcs Mária Kornélia | Fidesz-KDNP                    |  |

## Népesség
A település népességének változása:
| Lakosok száma | 1506 | 1473 | 1463 | 1263 | 1200 | 1193 | 1158 |
|               | 2013 | 2014 | 2015 | 2021 | 2022 | 2023 | 2024 |

2001-ben a település lakosságának 95%-a magyar, 4%-a cigány, 1%-a román nemzetiségűnek vallotta magát.
A 2011-es népszámlálás során a lakosok 88,8%-a magyarnak, 9,8% cigánynak, 0,6% németnek, 2,4% románnak mondta magát (11,1% nem nyilatkozott; a kettős identitások miatt a végösszeg nagyobb lehet 100%-nál). A vallási megoszlás a következő volt: római katolikus 6,5%, református 40,9%, evangélikus 0,5%, görögkatolikus 0,3%, felekezeten kívüli 27,6% (22,5% nem nyilatkozott).
2022-ben a lakosság 92,1%-a vallotta magát magyarnak, 6,8% cigánynak, 3,4% románnak, 0,1-0,1% horvátnak, németnek, bolgárnak, ukránnak és szlováknak, 1,2% egyéb, nem hazai nemzetiségűnek (7,8% nem nyilatkozott; a kettős identitások miatt a végösszeg nagyobb lehet 100%-nál). Vallásuk szerint 36% volt református, 3,8% római katolikus, 1,1% ortodox, 0,5% görög katolikus, 0,4% evangélikus, 1,3% egyéb keresztény, 1,3% egyéb katolikus, 31,3% felekezeten kívüli (24,1% nem válaszolt).

## Nevezetességei
- Műemlék Református templom
- A falu határában ökopark és kopjafagyűjtemény
- A községháza mellett álló épület, amely egykor kocsma volt, és feltételezések, legendák szerint egy része zsidó imaházként funkcionált.
- A nyaranta megrendezett Kötegyáni Turisztikai Falunap
- A főtéren áll az első- és második világháború helyi áldozatainak emlékműve, közülük az utóbbi egy helyi, fiatal szobrász, Szőke Sándor alkotása.
- Római katolikus templom. Fájdalmas Szűzanya tiszteletére felszentelt.

## Ismert emberek
- Fényes Imre elméleti fizikus, egyetemi tanár, a fizikai tudományok doktora itt született 1917-ben.

### Kötegyánon éltek
A református lelkészlakban élt álnéven az 1848-49-es szabadságharc bukását követően a bujdosó Táncsics Mihály, aki a lelkész árpádi birtokán gazdálkodott.

## Testvértelepülése
- Nagyölved, Szlovákia